# Nastoletnie aniołki
Nastoletnie aniołki (Asfaltenglene, 2010) – norweski film familijny w reżyserii Larsa Berga. Według scenariusza Vibeke Idsøe, Mette Marit Bølstada i Kjersti Ugelstad.

## Fabuła
Nadchodzą wakacje; 12-letni Maja, Rikke i Ohna chcą je spędzić w rodzinnej restauracji Saigon House. Wszystko się zmienia gdy policja w restauracyjnej chłodni znajduje narkotyki, aresztując starszego brata Ohny. Dziewczyny wiedzą, że jest niewinny dlatego jako "nastoletnie aniołki" próbują rozwiązać zagadkę.

## Obsada
- Emma Høgh Åslein jako Maja
- Nini Bakke Kristiansen jako Rikke
- Helene Nybråten jako Ohna
- Pia Steindal jako Fredriksen
- Edward Schultheiss jako Sverre
- Henriette Steenstrup jako urzędniczka
- Roger Hilleren jako Trond
- Stine Varvin jako Elin
- Vivi Andersen jako prostytutka
- Marian Saastad Ottesen jako Gøril